# Caterina de Habsburg (1256–1282)
Caterina de Habsburg (n. 1256, Rheinfelden⁠(d), cantonul Aargau, Elveția – d. 4 aprilie 1282, Landshut, Bavaria, Germania) a fost ducesă de Bavaria prin căsătoria cu ducele Otto al III-lea.

## Biografie
Caterina a fost cel de-al treilea copil al împăratului romano-german Rudolf I și al primei sale soții, Gertruda de Hohenberg. S-a căsătorit în jurul anului 1279 cu Otto al III-lea, ducele Bavariei Inferioare. 
În timpul unei apropieri între Bavaria și Austria, s-a ajuns la o înțelegere între Rudolf I și ducele Henric al XIII-lea al Bavariei Inferioare privind căsătoria lui Otto, fiul cel mare al lui Henric, cu Caterina, și o zestre de 40 000 de mărci. În schimbul acestei sume, Henric a cerut ca gaj teritoriul situat deasupra râului Enns (Austria Superioară de astăzi). Această înțelegere a asigurat lui Rudolf I de Habsburg victoria în prima confruntare, cea decisivă, cu Ottokar al II-lea Přemysl în Bătălia de pe Marchfeld și astfel drumul liber spre Viena.
Nunta a avut loc la Viena în jurul anului 1279. Apropierea dintre cei doi conducători a fost însă doar de scurtă durată: după succesul lui Rudolf în Austria, Henric a trebuit să renunțe la pământul de deasupra Enns, iar zestrea a fost redusă la 3000 de mărci. Caterina a murit în Landshut după doar trei ani de căsătorie și a fost înmormântată în Mănăstirea Seligenthal de lângă Landshut.
Caterina și Otto al III-lea au avut doi copii: gemenii Rudolf și Henric, care au murit în anul nașterii lor, 1280.
O hotărâre arbitrală din 1283 a decis că Henric trebuia să returneze succesorului lui Rudolf, Albert I, proprietățile gajate în schimbul unei plăți de 3000 de mărci.